# Населення Ємену
Населення Ємену. Чисельність населення країни 2015 року становила 26,737 млн осіб (48-ме місце у світі). Чисельність єменців стабільно збільшується, народжуваність 2015 року становила 29,98 ‰ (42-ге місце у світі), смертність — 6,28 ‰ (154-те місце у світі), природний приріст — 2,47 % (25-те місце у світі) . 

## Природний рух

### Відтворення
Народжуваність у Ємені, станом на 2015 рік, дорівнює 29,98 ‰ (42-ге місце у світі). Коефіцієнт потенційної народжуваності 2015 року становив 3,91 дитини на одну жінку (40-ве місце у світі). Рівень застосування контрацепції 27,7 % (станом на 2006 рік). Середній вік матері при народженні першої дитини становив 21,4 року, медіанний вік для жінок — 25—29 років (оцінка на 2013 рік).
Смертність у Ємені 2015 року становила 6,28 ‰ (154-те місце у світі).
Природний приріст населення у країні 2015 року становив 2,47 % (25-те місце у світі).

### Вікова структура

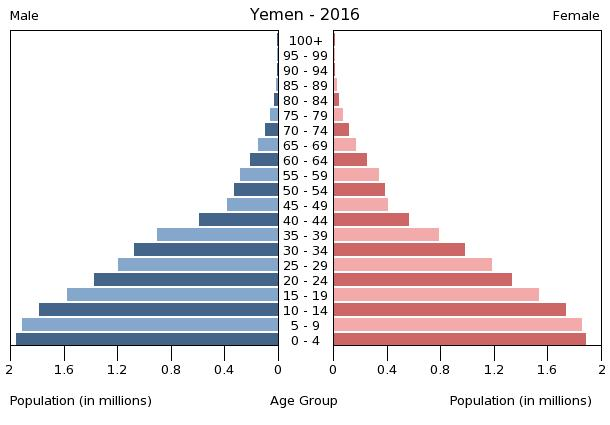
Віково-статева піраміда населення Ємену, 2016 рік

Середній вік населення Ємену становить 19,2 року (202-ге місце у світі): для чоловіків — 19,1, для жінок — 19,3 року. Очікувана середня тривалість життя 2015 року становила 65,18 року (176-те місце у світі), для чоловіків — 63,05 року, для жінок — 67,41 року.
Вікова структура населення Ємену, станом на 2015 рік, виглядає таким чином:
- діти віком до 14 років — 41,09 % (5 588 316 чоловіків, 5 399 365 жінок);
- молодь віком 15—24 роки — 21,12 % (2 865 453 чоловіки, 2 782 109 жінок);
- дорослі віком 25—54 роки — 31,33 % (4 280 258 чоловіків, 4 096 280 жінок);
- особи передпохилого віку (55—64 роки) — 3,79 % (468 869 чоловіків, 543 336 жінок);
- особи похилого віку (65 років і старіші) — 2,67 % (330 966 чоловіків, 382 365 жінок)[1].

## Розселення
Густота населення країни 2015 року становила 50,8 особи/км² (155-те місце у світі).

### Урбанізація
Ємен середньоурбанізована країна. Рівень урбанізованості становить 34,6 % населення країни (станом на 2015 рік), темпи зростання частки міського населення — 4,03 % (оцінка тренду за 2010—2015 роки).
Головні міста держави: Сана (столиця) — 2,962 млн осіб, Аден — 882,0 тис. осіб (дані за 2015 рік).

### Міграції
Річний рівень імміграції 2015 року становив 1 ‰ (63-тє місце у світі). Цей показник не враховує різниці між законними і незаконними мігрантами, між біженцями, трудовими мігрантами та іншими.

#### Біженці й вимушені переселенці
Станом на 2016 рік, у країні постійно перебуває 5,6 тис. з Ефіопії, 254,01 тис. з Сомалі. У той самий час у країні, станом на 2016 рік, налічується 2,05 млн внутрішньо переміщених осіб через збройні конфлікти з угрупованням Аль-Каїда.
Ємен є членом Міжнародної організації з міграції (IOM).

## Расово-етнічний склад
| Етнічний склад (2015 рік) | Етнічний склад (2015 рік) | Етнічний склад (2015 рік) | Етнічний склад (2015 рік) | Етнічний склад (2015 рік) |
| ------------------------- | ------------------------- | ------------------------- | ------------------------- | ------------------------- |
| Етнос:                    |                           |                           | Відсоток:                 |                           |
| араби                     | араби                     |                           | %                         | %                         |
| європейці                 | європейці                 |                           | %                         | %                         |

Головні етноси країни: араби; присутні також афро-араби, південні азіати та європейці.

## Мови
| Мови Ємену (2015 рік) | Мови Ємену (2015 рік) | Мови Ємену (2015 рік) | Мови Ємену (2015 рік) | Мови Ємену (2015 рік) |
| --------------------- | --------------------- | --------------------- | --------------------- | --------------------- |
| Мова:                 |                       |                       | Відсоток:             |                       |
| арабська              | арабська              |                       | %                     | %                     |
| сокотрійська          | сокотрійська          |                       | %                     | %                     |
| махрі                 | махрі                 |                       | %                     | %                     |

Офіційна мова: арабська. Інші поширені мови: сокотрійська (острів Сокотра), махрі (Східний Ємен).

## Релігії

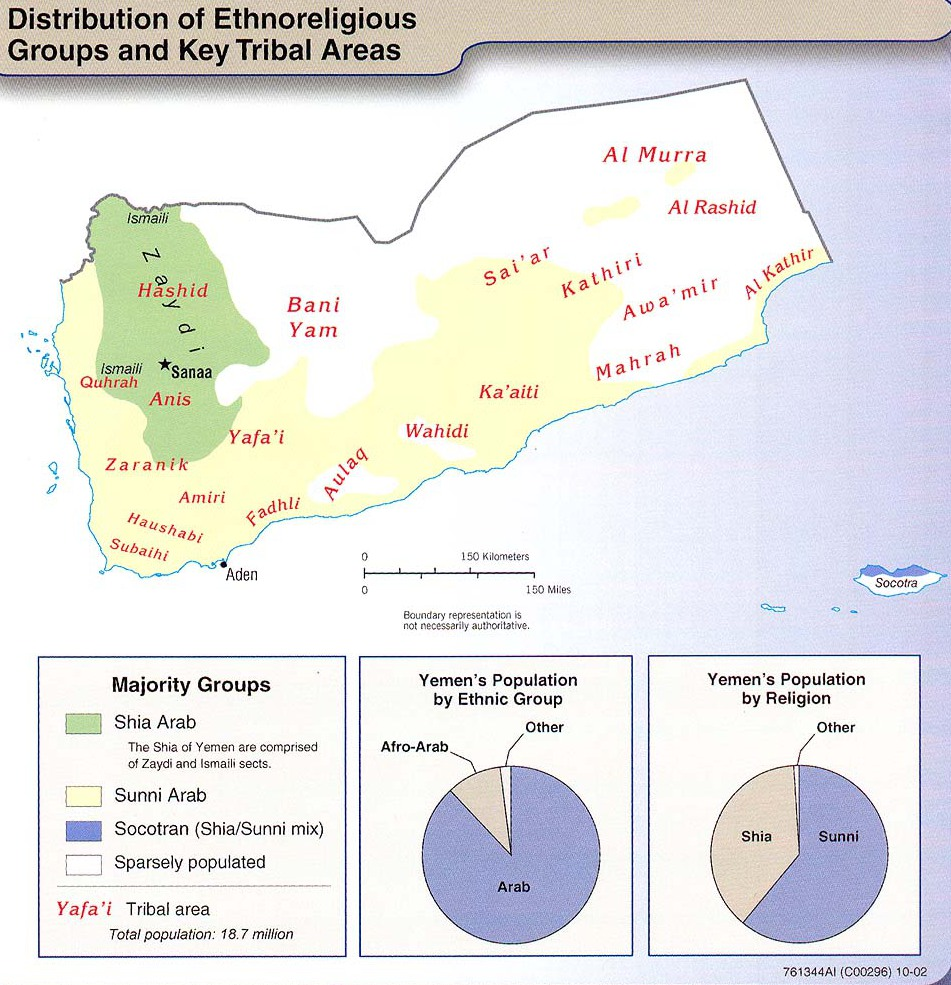
Етнорелігійна мапа

| Релігії в Ємені (2009 рік) | Релігії в Ємені (2009 рік) | Релігії в Ємені (2009 рік) | Релігії в Ємені (2009 рік) | Релігії в Ємені (2009 рік) |
| -------------------------- | -------------------------- | -------------------------- | -------------------------- | -------------------------- |
| Віросповідання:            |                            |                            | Відсоток:                  |                            |
| мусульмани                 | мусульмани                 |                            | 99.1%                      | 99.1%                      |
| інші                       | інші                       |                            | 0.9%                       | 0.9%                       |

Головні релігії й вірування, які сповідує, і конфесії та церковні організації, до яких відносить себе населення країни: іслам — 99,1 % (державна релігія; сунізм — 65 %, шиїзм — 35 %), інші (юдаїзм, бахаїзм, індуїзм, християнство) — 0,9 % (станом на 2010 рік).
- Етнорелігійна мапа (англ.)

## Освіта
Рівень письменності 2015 року становив 70,1 % дорослого населення (віком від 15 років): 85,1 % — серед чоловіків, 55 % — серед жінок.
Державні витрати на освіту становлять 4,6 % ВВП країни, станом на 2008 рік (67-ме місце у світі). Середня тривалість освіти становить 9 років, для хлопців — до 10 років, для дівчат — до 8 років (станом на 2011 рік).

## Охорона здоров'я
Забезпеченість лікарями у країні на рівні 0,2 лікаря на 1000 мешканців (станом на 2010 рік). Забезпеченість лікарняними ліжками у стаціонарах — 0,7 ліжка на 1000 мешканців (станом на 2012 рік). Загальні витрати на охорону здоров'я 2014 року становили 5,6 % ВВП країни (124-те місце у світі).
Смертність немовлят до 1 року, станом на 2015 рік, становила 48,93 ‰ (38-ме місце у світі); хлопчиків — 53,14 ‰, дівчаток — 44,5 ‰. Рівень материнської смертності 2015 року становив 385 випадків на 100 тис. народжень (57-ме місце у світі).
Ємен входить до складу ряду міжнародних організацій: Міжнародного руху (ICRM) і Міжнародної федерації товариств Червоного Хреста і Червоного Півмісяця (IFRCS), Дитячого фонду ООН (UNISEF), Всесвітньої організації охорони здоров'я (WHO).

### Захворювання
Потенційний рівень зараження інфекційними хворобами у країні високий. Найпоширеніші інфекційні захворювання: діарея, гепатит А, черевний тиф, гарячка денге, малярія, шистосомози (станом на 2016 рік).
2014 року зареєстровано 7,2 тис. хворих на СНІД (104-те місце у світі), це 0,05 % населення в репродуктивному віці 15—49 років (119-те місце у світі). Смертність 2014 року від цієї хвороби становила приблизно 300 осіб (96-те місце у світі).
Частка дорослого населення з високим індексом маси тіла 2014 року становила 14,2 % (121-ше місце у світі); частка дітей віком до 5 років зі зниженою масою тіла становила 39,9 % (оцінка на 2013 рік). Ця статистика показує як власне стан харчування, так і наявну/гіпотетичну поширеність різних захворювань.

### Санітарія
Доступ до облаштованих джерел питної води 2012 року мало 72 % населення в містах і 46,5 % в сільській місцевості; загалом 54,9 % населення країни. Відсоток забезпеченості населення доступом до облаштованого водовідведення (каналізація, септик): у містах — 92,5 %, у сільській місцевості — 34,1 %, загалом по країні — 53,3 % (станом на 2015 рік). Споживання прісної води, станом на 2005 рік, дорівнює 3,57 км³ на рік, або 162,4 тонни на одного мешканця на рік: з яких 7 % припадає на побутові, 2 % — на промислові, 91 % — на сільськогосподарські потреби.

## Соціально-економічне становище
Співвідношення осіб, що в економічному плані залежать від інших, до осіб працездатного віку (15—64 роки) загалом становить 75,6 % (станом на 2015 рік): частка дітей — 70,7 %; частка осіб похилого віку — 4,9 %, або 20,4 потенційно працездатного на 1 пенсіонера. Загалом ці показники характеризують рівень потреби державної допомоги в секторах освіти, охорони здоров'я та пенсійного забезпечення, відповідно. За межею бідності 2014 року перебувало 54 % населення країни. Розподіл доходів домогосподарств у країні виглядає таким чином: нижній дециль — 2,6 %, верхній дециль — 30,3 % (станом на 2008 рік).
Станом на 2013 рік, у країні 13,3 млн осіб не має доступу до електромереж; 48 % населення має доступ, в містах цей показник дорівнює 79 %, у сільській місцевості — 33 %. Рівень проникнення інтернет-технологій середній. Станом на липень 2015 року в країні налічувалось 6,711 млн унікальних інтернет-користувачів (67-ме місце у світі), що становило 25,1 % загальної кількості населення країни.

### Трудові ресурси
Загальні трудові ресурси 2015 року становили 7,328 млн осіб (65-те місце у світі). Економічно активне населення держави (87 %) зайняте в сільському господарстві (землеробство і випасне скотарство). 1,33 тис. млн дітей у віці від 5 до 14 років (23 % загальної кількості) 2006 року були залучені до дитячої праці. Безробіття 2014 року дорівнювало 27 % працездатного населення, 2003 року — 35 % (182-ге місце у світі); серед молоді у віці 15—24 років ця частка становила 33,7 %, серед юнаків — 26 %, серед дівчат — 74 % (22-ге місце у світі).

## Кримінал

### Торгівля людьми
Згідно зі щорічною доповіддю про торгівлю людьми (англ. Trafficking in Persons Report) Управління з моніторингу та боротьби з торгівлею людьми Державного департаменту США, уряд Ємену не докладає зусиль у боротьбі з явищем примусової праці, сексуальної експлуатації, незаконною торгівлею внутрішніми органами, законодавство не відповідає мінімальним вимогам американського закону 2000 року щодо захисту жертв (англ. Trafficking Victims Protection Act’s), країна перебуває у списку третього рівня.

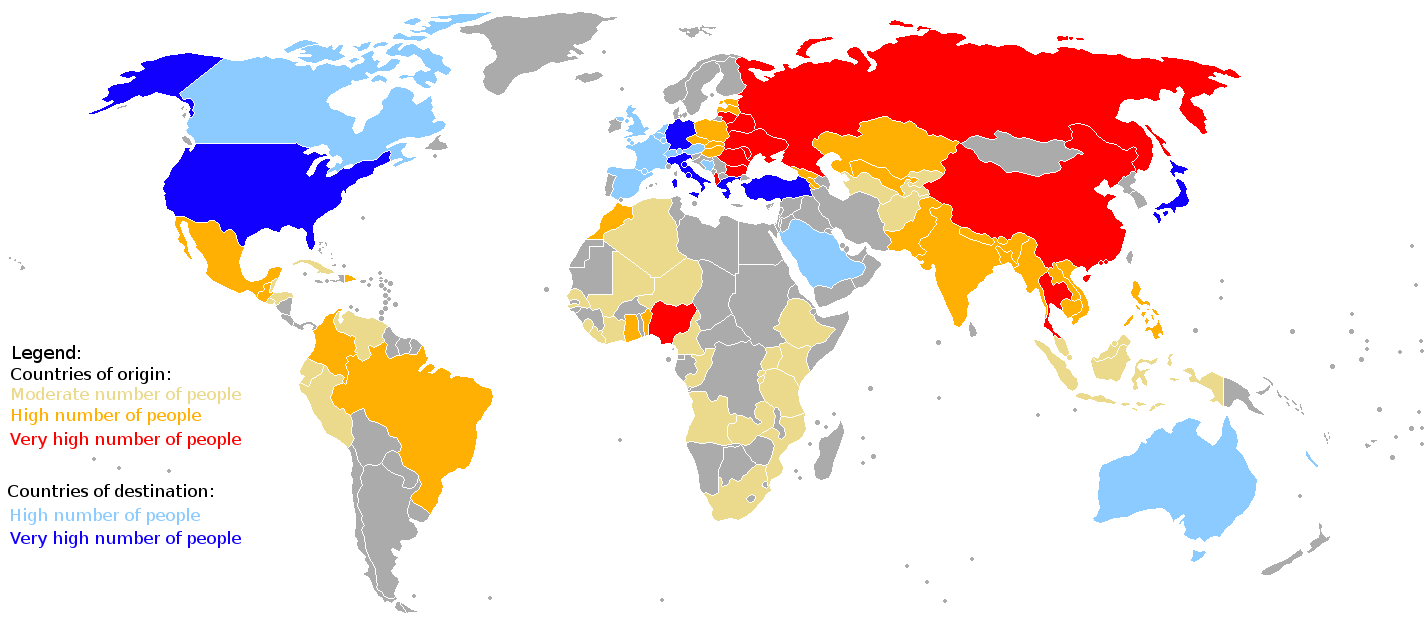
Країни-донори (червоний) і країни-реципієнти кримінальних потоків  (англ.)
Глобальна боротьба з торгівлею людьми (англ.)

## Гендерний стан
Статеве співвідношення (оцінка 2015 року):
- при народженні — 1,05 особи чоловічої статі на 1 особу жіночої;
- у віці до 14 років — 1,04 особи чоловічої статі на 1 особу жіночої;
- у віці 15—24 років — 1,03 особи чоловічої статі на 1 особу жіночої;
- у віці 25—54 років — 1,05 особи чоловічої статі на 1 особу жіночої;
- у віці 55—64 років — 0,86 особи чоловічої статі на 1 особу жіночої;
- у віці за 64 роки — 0,87 особи чоловічої статі на 1 особу жіночої;
- загалом — 1,03 особи чоловічої статі на 1 особу жіночої[1].

## Демографічні дослідження
Демографічні дослідження у країні ведуться рядом державних і наукових установ:

### Українською
- Атлас. 10—11 клас. Економічна і соціальна географія світу / упорядники :  О. Я. Скуратович, Н. І. Чанцева. — К. : ДНВП «Картографія», 2010. — ISBN 978-966-475-639-3.
- Атлас світу / голов. ред. І. С. Руденко ; зав. ред. В. В. Радченко ; відп. ред. О. В. Вакуленко. — К. : ДНВП «Картографія», 2005. — 336 с. — ISBN 9666315467.
- Безуглий В. В. Економічна і соціальна географія зарубіжних країн : Навчальний посібник. — К. : ВЦ «Академія», 2007. — 704 с. — ISBN 978-966-580-239-6.
- Безуглий В. В., Козинець С. В. Регіональна економічна і соціальна географія світу : Навчальний посібник. — видання 2-ге, доп., перероб. — К. : ВЦ «Академія», 2007. — 688 с. — ISBN 966-580-144-9.
- Головченко В. І., Кравчук О. Країнознавство: Азія, Африка, Латинська Америка, Австралія і Океанія. — К., 2006. — 335 с. — ISBN 966-8939-04-2.
- Гудзеляк І. І. Географія населення: Навчальний посібник / І. Гудзеляк. — Л. : Видавничий центр ЛНУ імені Івана Франка, 2008. — 232 с. — ISBN 978-966-613-599-8.
- Дахно І. І. Країни світу: Енциклопедичний довідник / І. І. Дахно, С. М. Тимофієв. — К. : Мапа, 2011. — 606 с. — (Бібліотека нового українця) — ISBN 978-966-8804-23-6.
- Дахно І. І. Економічна географія зарубіжних країн : навчальний посібник. — К. : Центр учбової літератури, 2014. — 319 с. — ISBN 978-611-01-0682-5.
- Джаман В. О. Регіональні системи розселення: демографічні аспекти. — Чернівці : Рута, 2003. — 392 с. — ISBN 9665685988.
- Дорошенко Л. С. Демографія: Навчальний посібник. — К. : МАУП, 2005. — 112 с. — ISBN 966-608-442-2.
- Дубович І. А. Країнознавчий словник-довідник. — 5-те вид., перероб. і доп. — К. : Знання, 2008. — 839 с. — ISBN 978-966-346-330-8.
- Економічна і соціальна географія країн світу. Навчальний посібник / За ред. Кузика С. П. — Л. : Світ, 2002. — 672 с. — ISBN 966-603-178-7.
- Загальна медична географія світу / В. О. Шевченко [та ін.] — К. : [б.в.], 1998. — 178 с.
- Ігнатьєв П. М. Країнознавство: Країни Азії. — Ч. : Книги-XXI, 2004. — 383 с. — ISBN 966-8029-53-4.
- Книш М. М., Мамчур О. І. Регіональна економічна і соціальна географія світу (Латинська Америка та Карибські країни, Африка, Азія, Океанія) : навч. посіб. — Л. : ЛНУ ім. Івана Франка, 2013. — 368 с. — ISBN 978-617-10-0007-0.
- Крисаченко В. С. Динаміка населення: Популяційні, етнічні та глобальні виміри. — К. : Видавництво Національного інституту стратегічних досліджень, 2005. — 368 с. — ISBN 966-554-083-1.
- Любіцева О. О., Мезенцев К. В., Павлов С. В. Географія релігій. — К. : АртЕК, 1999. — 504 с. — ISBN 966-505-006-0.
- Масляк П. О. Країнознавство. — К. : Знання, 2007. — 292 с. — (Вища освіта XXI століття)
- Масляк П. О., Дахно І. І. Економічна і соціальна географія світу / П. О. Масляк, І. І. Дахно ; за ред. П. О. Масляка. — К. : Вежа, 2003. — 280 с. — ISBN 966-7091-53-8.

### Російською
- (рос.) Йеменская Арабская Республика // Демографический энциклопедический словарь / главн. ред. Валентей Д. И. — М. : Советская энциклопедия, 1985. — 608 с.
- (рос.) Народная Демократическая Республика Йемен // Демографический энциклопедический словарь / главн. ред. Валентей Д. И. — М. : Советская энциклопедия, 1985. — 608 с.
- (рос.) Йеменская Арабская Республика // Страны и народы. Зарубежная Азия. Общий обзор. Юго-Западная Азия / Редкол. : Н. И. Прошин (отв. ред.), И. А. Дементьев и др. — М. : «Мысль», 1979. — 381 с. — (Страны и народы) — 180 тис. прим.
- (рос.) Народная Демократическая Республика Йемен // Страны и народы. Зарубежная Азия. Общий обзор. Юго-Западная Азия / Редкол. : Н. И. Прошин (отв. ред.), И. А. Дементьев и др. — М. : «Мысль», 1979. — 381 с. — (Страны и народы) — 180 тис. прим.
- (рос.) Атлас народов мира / Отв. ред. С. И. Брук и В. С. Апенченко. — М. : ГУГК ГГК СССР и Институт этнографии им. Н. Н. Миклухо-Маклая АН СССР, 1964. — 185 с. — 20 тис. прим.
- (рос.) Численность и расселение народов мира. Этнографические очерки / под ред. С. И. Брука. — М. : Издательство АН СССР, 1962. — 487 с.
- (рос.) Лаппо Г. М. География городов: Учебное пособие для географических факультетов вузов. — М. : Туманит, изд. центр ВЛАДОС, 1997. — 476 с. — ISBN 5-691-00047-0.
- (рос.) Ягельский А. География населения. — М. : Прогресс, 1980. — 383 с.